# Cratere Martial
Martial  è un cratere sulla superficie di Mercurio.